# Juri Hollmann
Juri Hollmann (Berlim, Alemanha, 30 de agosto de 1999) é um ciclista profissional alemão que compete com a equipa Movistar Team.

## Trajectória
Em 2018, com tão só 19 anos, estreiou como profissional com a equipa alemão Heizomat Rad-net.de de categoria Continental. Depois de ano e meio, em agosto de 2019 passou ao Team Katusha-Alpecin como stagiaire. Dois meses depois, em outubro, confirmou-se que em 2020 daria o salto ao WorldTour depois de assinar por dois anos com o Movistar Team.

## Palmarés
Ainda não tem conseguido nenhuma vitória como profissional.

## Equipas
- Heizomat Rad-net.de (2018-2019)
- Team Katusha-Alpecin (stagiaire) (08.2019-12.2019)
- Movistar Team (2020-)